# Loue
Loue je 122 km dolga reka v vzhodni Franciji, levi pritok Doubs. Kraški izvir se nahaja v Švicarski Juri na ozemlju občine Ouhans, od koder teče pretežno v zahodni smeri do Parceya, kjer se izliva v Doubs.
Vodni vir reke Loue je med drugim tudi reka Doubs, ki delno pronica skozi plasti pri Pontarlieru, približno 15 km južno od izvira Loue. Ta pojav je bil po naključju odkrit v letu 1901, ko je med požarom v destilarni pelinkovca v Pontarlieru velika količina le-tega padla v reko Doubs. Nekaj dni kasneje je voda reke Loue močno dišala po janežu. Kasnejši poskusi z barvanjem so to povezavo tudi potrdili.

## Geografija

### Porečje
- levi pritoki:
  - Lison
  - Furieuse
  - Cuisance
- desni pritoki:
  - Brême

### Departmaji in kraji
Reka Loue teče skozi naslednje departmaje in kraje:
- Doubs: Ornans, Quingey
- Jura: Villers-Farlay, Montbarrey.